# St. Anna (Humbach)

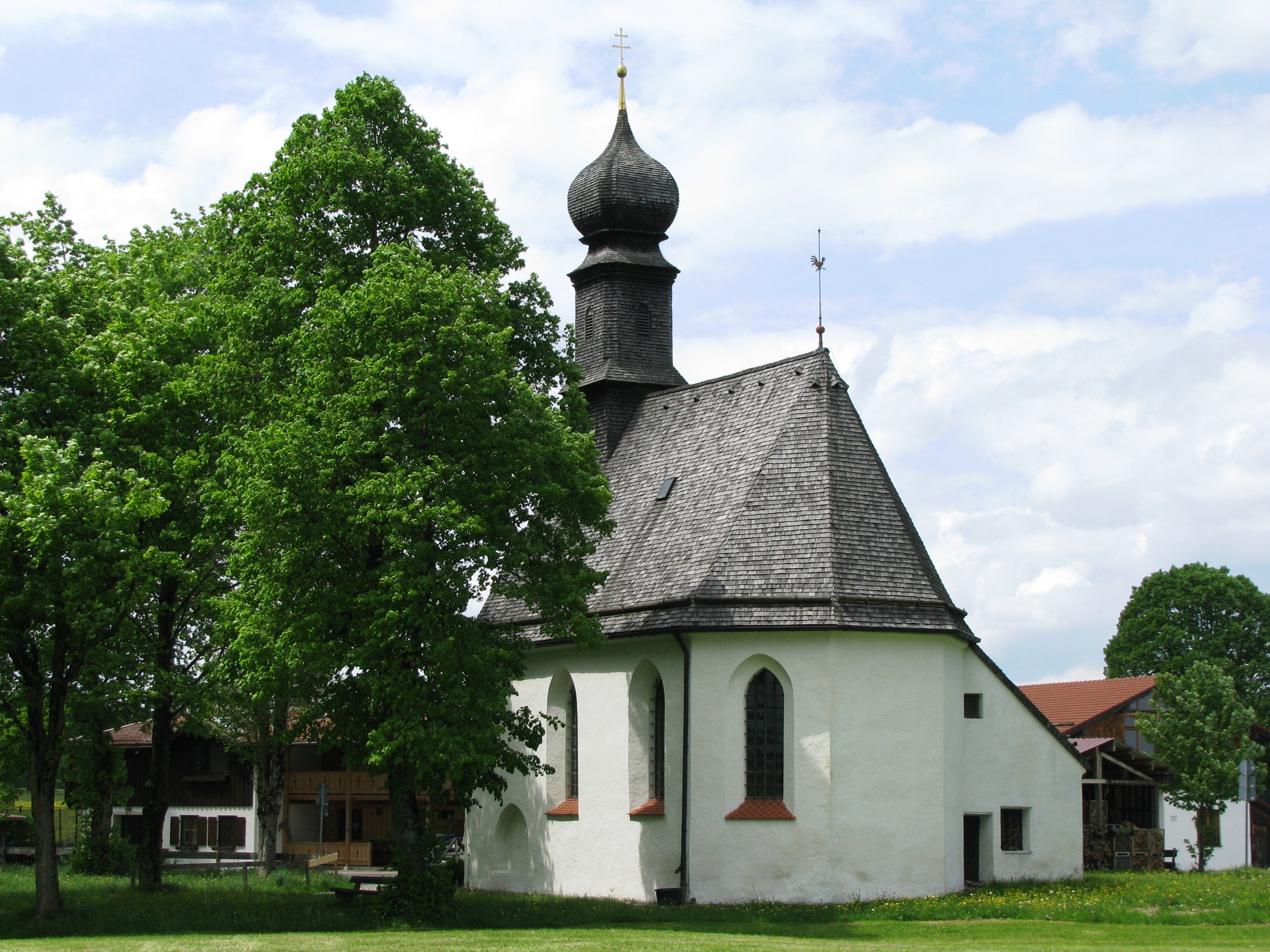
St. Anna in Humbach

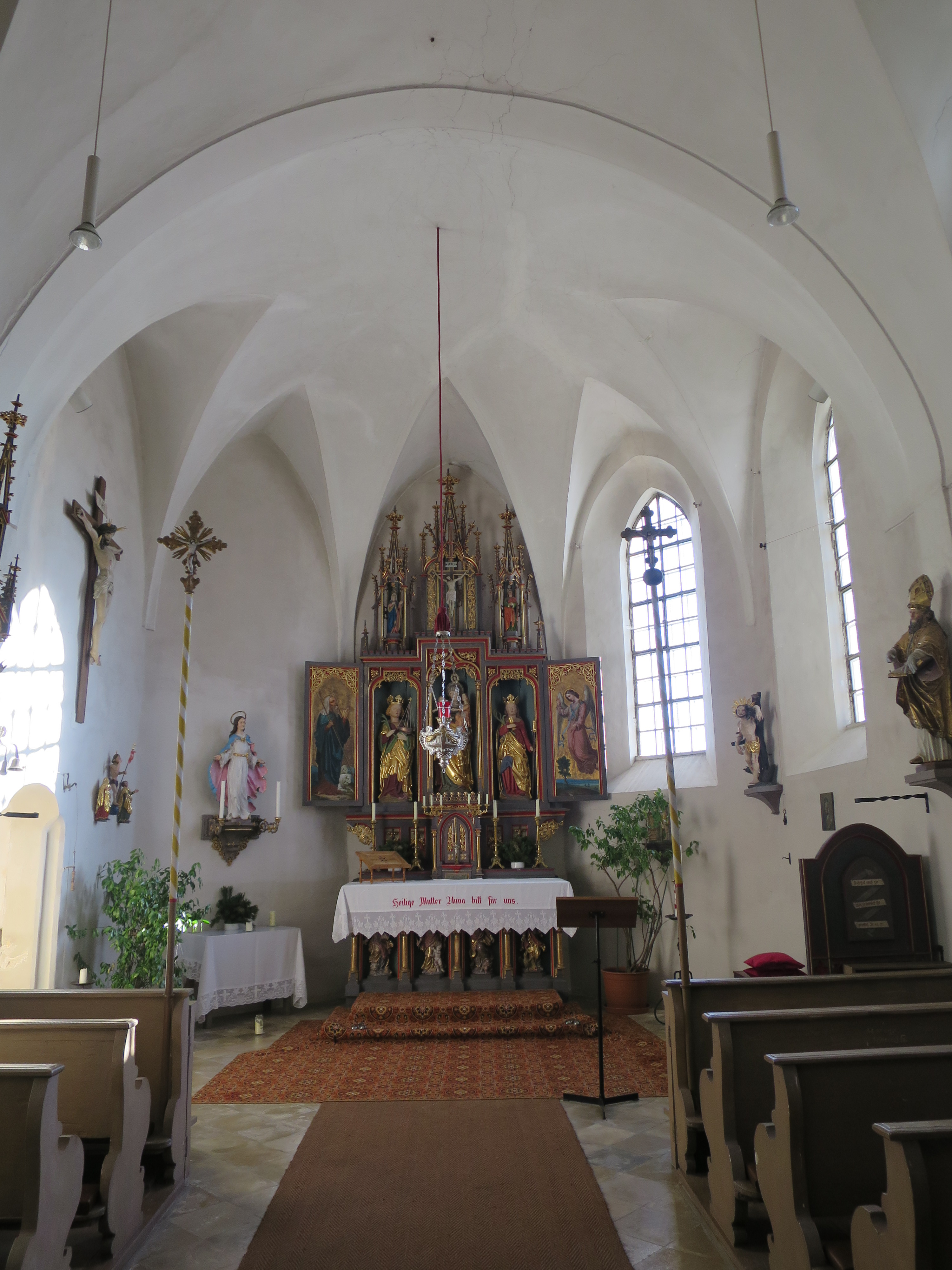
Innenansicht

St. Anna heißt die römisch-katholische Filialkirche in Humbach, einem Gemeindeteil von Dietramszell im oberbayerischen Landkreis Bad Tölz-Wolfratshausen. Das Bauwerk ist in der Liste der Baudenkmäler in Dietramszell als Baudenkmal unter der Nr. D-1-73-118-86 eingetragen. Die Kirche gehört zum Pfarrverband Dietramszell im Dekanat Bad Tölz-Wolfratshausen des Erzbistums München und Freising.

## Beschreibung
Die spätgotische Saalkirche wurde um 1520 erbaut. Sie besteht aus dem im Osten dreiseitig geschlossenen Langhaus und dem im 18. Jahrhundert über dem Giebel im Westen errichteten quadratischen Giebelreiter, der mit einer Zwiebelhaube bedeckt ist.
Der Innenraum ist mit einem Stichkappengewölbe überspannt, bei dem die Gewölberippen abgeschlagen wurden. Der 1886 überarbeitete neugotische Flügelaltar wird von den Skulpturen der Barbara von Nikomedien und der Ursula von Köln flankiert. Auf dem Altarretabel ist Anna selbdritt dargestellt.